# Aeroportul Municipal Zanesville
Aeroportul Municipal Zanesville (IATA: ZZV, ICAO: KZZV, FAA LID: ZZV) este un aeroport din Ohio, Statele Unite ale Americii ce deservește zona Zanesville⁠(d). Aeroportul a fost tranzitat în 2019 de 8 pasageri. A fost numit după zona deservită.
Situat la o altitudine de 274 m, aeroportul dispune de 2 piste.

## Infrastructură

### Piste
Aeroportul dispune de 2 piste. Pista 04/22 are suprafața de asfalt și dimensiunile 5.000 picioare × 150 picioare. Pista 16/34 are suprafața de asfalt și dimensiunile 4.999 picioare × 150 picioare. 